# Okrug Pomoravlje
| Поморавски округ Pomoravski Okrug | Поморавски округ Pomoravski Okrug |
|                                   |                                   |
| --------------------------------- | --------------------------------- |
| Staat:                            | Serbien                           |
| Fläche:                           | 2.641 km²                         |
| Einwohner:                        | 214.536 (2011)                    |
| Hauptstadt:                       | Jagodina                          |

Pomoravlje (serbisch: Поморавски округ, Pomoravski okrug) ist ein Verwaltungsbezirk bzw.  Verwaltungskreis im zentralen Teil des serbischen Kernlands mit 214.536 Einwohnern (Stand 2011). Benannt ist das Gebiet nach dem Fluss Morava, der es von Süd nach Nord durchfließt.
Er besteht aus folgenden Gemeinden (opštine):
- Jagodina
- Ćuprija
- Paraćin
- Svilajnac
- Despotovac
- Rekovac

Dieser Bezirk hat laut der Volkszählung 2011 eine Einwohnerzahl von 214.536. Der Hauptverwaltungssitz ist die Stadt Jagodina.
Das Stadtbild Jagodinas erinnert zum Teil an das 19. Jahrhundert. Für die Bauwerke in der Stadt wie das Haus des Hajduks Veljko aus dem 17. Jahrhundert scheint die Zeit stillzustehen. Auch interessant ist die Kirche des Erzengels Michael und die Stiftung des Prinzen Miloš Obrenović aus dem Jahre 1818.
Das Kloster Josanica wurde im späten 17. Jahrhundert zur Zeit des Fürsten Đurađ Branković erbaut und zählt zu den schönsten Gebäuden dieser Region.
Die Umgebung Ćuprijas ist von zwei sehr alten Gebäuden geprägt, dem Kloster Ravanica und der Kirche der Annahme, die Stiftungen des Prinzen Lazar Hrebeljanović sind und in den Jahren 1375 bis 1377 erbaut wurden.
Nach der Schlacht auf dem Amselfeld, in der der Prinz gefallen ist, wurden diese Heiligtümer vor der Zerstörung bewahrt. Im Jahre 1690 wurde dieser Teil Serbiens teilweise von der Herrschaft der Osmanen befreit.
Das von Stefan Lazarević gestiftete Kloster Resava wurde in den Jahren 1407 bis 1418 erbaut und befindet sich in der Umgebung von Despotovac. Im 15. Jahrhundert gab es in diesem Kloster die Schule von Resava, in der alte serbische Dokumente und Schriften übersetzt wurden. Konstantin der Philosoph schrieb seine Werke in diesem Kloster.
Die Schwerpunkte der wirtschaftlichen Tätigkeit im Bezirk bilden die Kabelfabrik „Jagodina“ und eine der größten Bierbrauereien in Europa, „Jagodinska Pivara“.